# Pentacentrus
Pentacentrus is een geslacht van rechtvleugeligen uit de familie krekels (Gryllidae). De wetenschappelijke naam van dit geslacht is voor het eerst geldig gepubliceerd in 1878 door Saussure.

## Soorten
Het geslacht Pentacentrus omvat de volgende soorten:
- Pentacentrus acuminatus Chopard, 1930
- Pentacentrus annulicornis Chopard, 1929
- Pentacentrus birmanus Chopard, 1969
- Pentacentrus biroi Chopard, 1927
- Pentacentrus bituberus Liu & Shi, 2011
- Pentacentrus brunneus Chopard, 1930
- Pentacentrus cornutus Chopard, 1940
- Pentacentrus cupulifer Chopard, 1930
- Pentacentrus formosanus Karny, 1915
- Pentacentrus kakirra Otte & Alexander, 1983
- Pentacentrus laminifer Chopard, 1940
- Pentacentrus microtympanalis Gorochov, 1986
- Pentacentrus minutus Chopard, 1927
- Pentacentrus mjobergi Chopard, 1930
- Pentacentrus multicapillus Liu & Shi, 2011
- Pentacentrus nigrescens Chopard, 1951
- Pentacentrus papuanus Chopard, 1951
- Pentacentrus philippinensis Chopard, 1925
- Pentacentrus pulchellus Saussure, 1877
- Pentacentrus punctulatus Chopard, 1925
- Pentacentrus quadridentatus Chopard, 1940
- Pentacentrus quadrilineatus Chopard, 1940
- Pentacentrus sexspinosus Chopard, 1940
- Pentacentrus soror Chopard, 1951
- Pentacentrus tridentatus Chopard, 1969
- Pentacentrus unicolor Chopard, 1925
- Pentacentrus unifenestratus Caudell, 1927
- Pentacentrus velutinus Chopard, 1937
- Pentacentrus vicinus Chopard, 1930